# John Souza
John Souza   (Fall River, 12 de juliol de 1920 - Pennsilvània, 11 de març de 2012) fou un futbolista estatunidenc, d'ascendència portuguesa, de les dècades de 1940 i 1950.
Fou 13 cops internacional amb la selecció dels Estats Units, amb la qual participà en el Mundial de 1950.